# Linea Asakusa
La linea Asakusa (浅草線?, Asakusa-sen), ufficialmente nota come Line No.1 - Toei Asakusa Line, è una delle linee della metropolitana di Tokyo, posseduta e gestita dall'operatore Ufficio metropolitano del trasporto di Tokyo (Toei). La linea inizia presso la stazione di Nishi-Magome nel quartiere di Ōta e termina a Oshiage, a Sumida. La linea Asakusa fu la prima linea di metropolitana in Giappone ad offrire servizi diretti con le ferrovie private, e ad oggi è quella che ne offre più di qualunque altra linea. In particolare offre collegamenti con i due aeroporti maggiori di Tokyo, l'Aeroporto Internazionale Narita e l'Aeroporto di Haneda.

## Storia
La linea Toei Asakusa fu la prima metropolitana costruita dal Governo Metropolitano di Tokyo (ma non la prima in assoluto). Il suo nome di pianificazione è Linea 1: in seguito il nome fu cambiato in quello attuale per ricordare il famoso quartiere di Asakusa situato a nord-est di Tokyo. Inizialmente la linea avrebbe dovuto bypassare la stazione di Asakusa, ma il progetto fu modificato per permettere l'interscambio con le linee Tōbu e quelle di Tokyo Metro.
Il primo segmento di 3.2 km fra Oshiage e Asakusabashi aprì il 4 dicembre 1960. La linea aprì quindi a tratte da nord a sud:
- Maggio 1962: da Asakusabashi a Higashi-Nihonbashi
- Settembre 1962: da Higashi-Nihonbashi a Ningyōchō
- Febbraio 1963: da Ningyōchō a Higashi-Ginza
- Dicembre 1963: da Higashi-Ginza a Shinbashi
- Ottobre 1964: da Shinbashi a Daimon
- Giugno 1968: da Daimon a Sengakuji (Through service with Keikyū begins)
- Novembre 15 1968: da Sengakuji a Nishi-Magome

Dal 1998 al 2002 la linea Asakusa venne utilizzata per collegare i due aeroporti di Tokyo in modo diretto, ma dal 2002 la frequenza di questi collegamenti diretti è diminuita.
Nel 2005 un gruppo di ricerca del governo propose la creazione di un ramo che collegasse la stazione di Tokyo alla linea Asakusa in modo da connettere questa alle linee Toei. Inoltre questo collegamento permetterebbe di raggiungere l'aeroporto di Haneda in 25 minuti, contro i 35 attuali, e quello di Narita in 40 minuti, contro i 57 attuali. Il progetto non è ancora stato ufficialmente preso in considerazione.

## Servizi
- Fra Nishi-Magome e Sengakuji operano treni locali con una frequenza di 10 minuti in base agli interscambi con i treni KEikyu presso la stazione di Sengakuji.
- I treni rapidi (快速 kaisoku) percorrono il percorso fra Nishi-Magome e la stazione di Keisei Sakura ogni 20 minuti. Fermano in tutte le stazioni della linea petropolitana.
- Gli espressi limitati (快特 kaitoku) operano ogni 20 minuti e utilizzano materiale rotabile Keikyu per arrivare fino alla stazione di Misakisanguchi o alla stazione di Keikyū Kurihama. Operano come espressi limitati sulla linea Keikyū, e offrono servizio locale (fermando a tutte le stazioni) sulla linea Asakusa e la linea Keisei Oshiage. Il capolinea nord di solito è la stazione di Aoto oppure la stazione di Keisei Takasago.
- I treni Airport express (エアポート急行 Eapōto kyūkō) corrono ogni 20 minuti e fermano a tutte le stazioni della linea, diventando poi dei rapidi sulla linea Keikyu fra Sengakuji e l'Aeroporto di Tokyo-Haneda. I capilinea nord sono la stazione di Inzai-Makinohara o la stazione di Inba-Nihon-Idai sulla linea Hokusō.
- L'espresso limitato aeroporto (エアポート快特 eapōto kaitoku) opera ogni 20 minuti e salta alcune stazioni della linea Asakusa. Il termine nord può essere l'Aeroporto di Tokyo-Narita (servizio Access Express) o il servizio locale per Aoto o Takasago. Con il tempo di percorrenza di 1 ora e 46 minuti, questo è il metodo più veloce per passare da un aeroporto all'altro nella zona di Tokyo.

## Stazioni
- Tutte le stazioni si trovano a Tokyo
- L'Espresso Limitato Aeroporto ferma alle stazioni indicate da "●" e salta quelle indicate da "|". Tutti gli altri servizi fermano in tutte le stazioni.

| Numero                | Stazione              | Giapponese            | Distanza              | Distanza              | Espresso Aeroporto | Collegamenti | Posizione |
| Numero                | Stazione              | Giapponese            | Interstazione         | Totale                | Espresso Aeroporto | Collegamenti | Posizione |
| --------------------- | --------------------- | --------------------- | --------------------- | --------------------- | --- | --- | --- |
|                       | Nishi-Magome          | 西馬込                | -                     | 0.0                   | Linea Keikyū principale Diretti via linea aeroporto | | Ōta |
|                       | Magome                | 馬込                  | 1.2                   | 1.2                   | Linea Keikyū principale Diretti via linea aeroporto | | Ōta |
|                       | Nakanobu              | 中延                  | 0.9                   | 2.1                   | Linea Keikyū principale Diretti via linea aeroporto | Linea Tōkyū Ōimachi | Shinagawa |
|                       | Togoshi               | 戸越                  | 1.1                   | 3.2                   | Linea Keikyū principale Diretti via linea aeroporto | | Shinagawa |
|                       | Gotanda               | 五反田                | 1.6                   | 4.8                   | Linea Keikyū principale Diretti via linea aeroporto | Linea Yamanote Linea Tōkyū Ikegami | Shinagawa |
|                       | Takanawadai           | 高輪台                | 0.7                   | 5.5                   | Linea Keikyū principale Diretti via linea aeroporto | | Minato |
| Treni Keikyu diretti: | Treni Keikyu diretti: | Treni Keikyu diretti: | Treni Keikyu diretti: | Treni Keikyu diretti: | Via linea principale e linea aeroporto da Stazione di Haneda Aeroporto Via linea Zushi Line da Shin-Zushi (solo verso nord) Via linea principale da Uraga (solo verso nord; treni verso sud sulla linea Kurihama via Horinouchi) Via linea principale e linea Kurihama da e per Misakiguchi | Via linea principale e linea aeroporto da Stazione di Haneda Aeroporto Via linea Zushi Line da Shin-Zushi (solo verso nord) Via linea principale da Uraga (solo verso nord; treni verso sud sulla linea Kurihama via Horinouchi) Via linea principale e linea Kurihama da e per Misakiguchi | Via linea principale e linea aeroporto da Stazione di Haneda Aeroporto Via linea Zushi Line da Shin-Zushi (solo verso nord) Via linea principale da Uraga (solo verso nord; treni verso sud sulla linea Kurihama via Horinouchi) Via linea principale e linea Kurihama da e per Misakiguchi |
|                       | Sengakuji             | 泉岳寺                | 1.4                   | 6.9                   | ● | Linea Keikyū principale (Treni diretti per le stazioni e le linee sopraindicate) Linea Yamanote, Linea Keihin-Tōhoku (Takanawa Gateway) | Minato |
|                       | Mita                  | 三田                  | 1.1                   | 8.0                   | ● | Linea Mita (I-04) Linea Yamanote (Tamachi) Linea Keihin-Tōhoku (Tamachi) | Minato |
|                       | Daimon                | 大門                  | 1.5                   | 9.5                   | ● | Linea Ōedo (E-20) Linea Yamanote (Hamamatsuchō) Linea Keihin-Tōhoku (Hamamatsuchō) Monorotaia di Tokyo (Hamamatsuchō) | Minato |
|                       | Shimbashi             | 新橋                  | 1.0                   | 10.5                  | ● | Linea Ginza (G-08) Linea principale Tōkaidō Linea Yamanote Linea Keihin-Tōhoku Linea Yokosuka Yurikamome (U-01) | Minato |
|                       | Higashi-Ginza         | 東銀座                | 0.9                   | 11.4                  | ｜ | Linea Hibiya (H-09) Passaggio sotterraneo per le stazioni di Ginza, Hibiya e Yūrakuchō | Chūō |
|                       | Takarachō             | 宝町                  | 0.8                   | 12.2                  | ｜ | | Chūō |
|                       | Nihombashi            | 日本橋                | 0.8                   | 13.0                  | ● | Linea Ginza (G-11) Linea Tōzai (T-10) | Chūō |
|                       | Ningyōchō             | 人形町                | 0.8                   | 13.8                  | ｜ | Linea Hibiya (H-13) | Chūō |
|                       | Higashi-Nihombashi    | 東日本橋              | 0.7                   | 14.5                  | ● | Linea Shinjuku (Bakuro-Yokoyama: S-09) Linea Sōbu Rapida (Bakurochō) | Chūō |
|                       | Asakusabashi          | 浅草橋                | 0.7                   | 15.2                  | ｜ | Linea Chūō-Sōbu | Taitō |
|                       | Kuramae               | 蔵前                  | 0.7                   | 15.9                  | ｜ | Linea Ōedo (E-11) | Taitō |
|                       | Asakusa               | 浅草                  | 0.9                   | 16.8                  | ● | Linea Ginza (G-19) Linea Tōbu Isesaki | Taitō |
|                       | Honjo-Azumabashi      | 本所吾妻橋            | 0.7                   | 17.5                  | ｜ | | Sumida |
|                       | Oshiage               | 押上                  | 0.8                   | 18.3                  | ● | Linea Keisei Oshiage (servizi diretti per le linee e le stazioni sottoindicate) Linea Hanzōmon (Z-14) Linea Tōbu Isesaki | Sumida |
| Treni diretti Keisei: | Treni diretti Keisei: | Treni diretti Keisei: | Treni diretti Keisei: | Treni diretti Keisei: | Via linea principale da e per Aeroporto Narita Via linea principale e linea Hokusō da e per Inba-Nihon-Idai Via linea principale e Ferrovia Shibayama da e per Shibayama-Chiyoda | Via linea principale da e per Aeroporto Narita Via linea principale e linea Hokusō da e per Inba-Nihon-Idai Via linea principale e Ferrovia Shibayama da e per Shibayama-Chiyoda | Via linea principale da e per Aeroporto Narita Via linea principale e linea Hokusō da e per Inba-Nihon-Idai Via linea principale e Ferrovia Shibayama da e per Shibayama-Chiyoda |